# Giovan Battista Nani
Giovan Battista Nani (Venezia, 30 agosto 1616 – Venezia, 5 novembre 1678) è stato un ambasciatore e storico italiano.

## Biografia
Nato in una famiglia patrizia veneziana, fu anche bibliotecario, archivista, botanico amatoriale.
Per 25 anni (1643–68) Battista fu l'ambasciatore della Repubblica di Venezia in Francia, dove si conquistò l'amicizia del cardinale Giulio Mazzarino. In seguito fu ambasciatore in Germania, mediatore fra le corti di Parigi e di Vienna e abile trattatore con Francesco I Rákóczi, signore della Transilvania. Commissario per i confini in Dalmazia dopo la Pace di Candia (1671), contribuì a tracciare il confine veneto-turco che prese il nome di "linea Nani-Mocenigo". Ministro plenipotenziario al Congresso di Nimega, il 3 febbraio 1662 fu nominato procuratore di San Marco e promosse la compilazione delle leggi patrie, opera affidata al conte Marino Angeli e posta sotto la sua sorveglianza. 
Uomo di vasta e profonda cultura, scrisse una Historia della Republica Veneta (dal 1613 al 1671), tradotta in francese da François Tallemant (1679) e Masclary (1702), poi continuata da Michele Foscarini e Pietro Garzoni.
Nani scrisse della cospirazione della Spagna contro la Repubblica, organizzata dal marchese di Bedmar.
La storia fu usata da César Vichard de Saint-Réal nel suo Conjuration des Espagnols contre la République de Venise en l'année M. DC. XVIII, e nel 1682 da Thomas Otway nella sua opera teatrale Venice Preserv'd, or A Plot Discover'd.  Leopold von Ranke scrisse il suo punto di vista sul complotto nel volume Über die Verschwörung gegen Venedig, im Jahre 1618 (1831). L'Historia del Nani fu, con l'Istoria del Regno di Napoli di Angelo Di Costanzo, l'Historia della città e Regno di Napoli di Giovanni Antonio Summonte e il Teatro eroico e politico de' governi de' viceré del Regno di Napoli di Domenico Antonio Parrino, una delle opere plagiate da Pietro Giannone nella sua famigerata Istoria civile del regno di Napoli.

## Opere

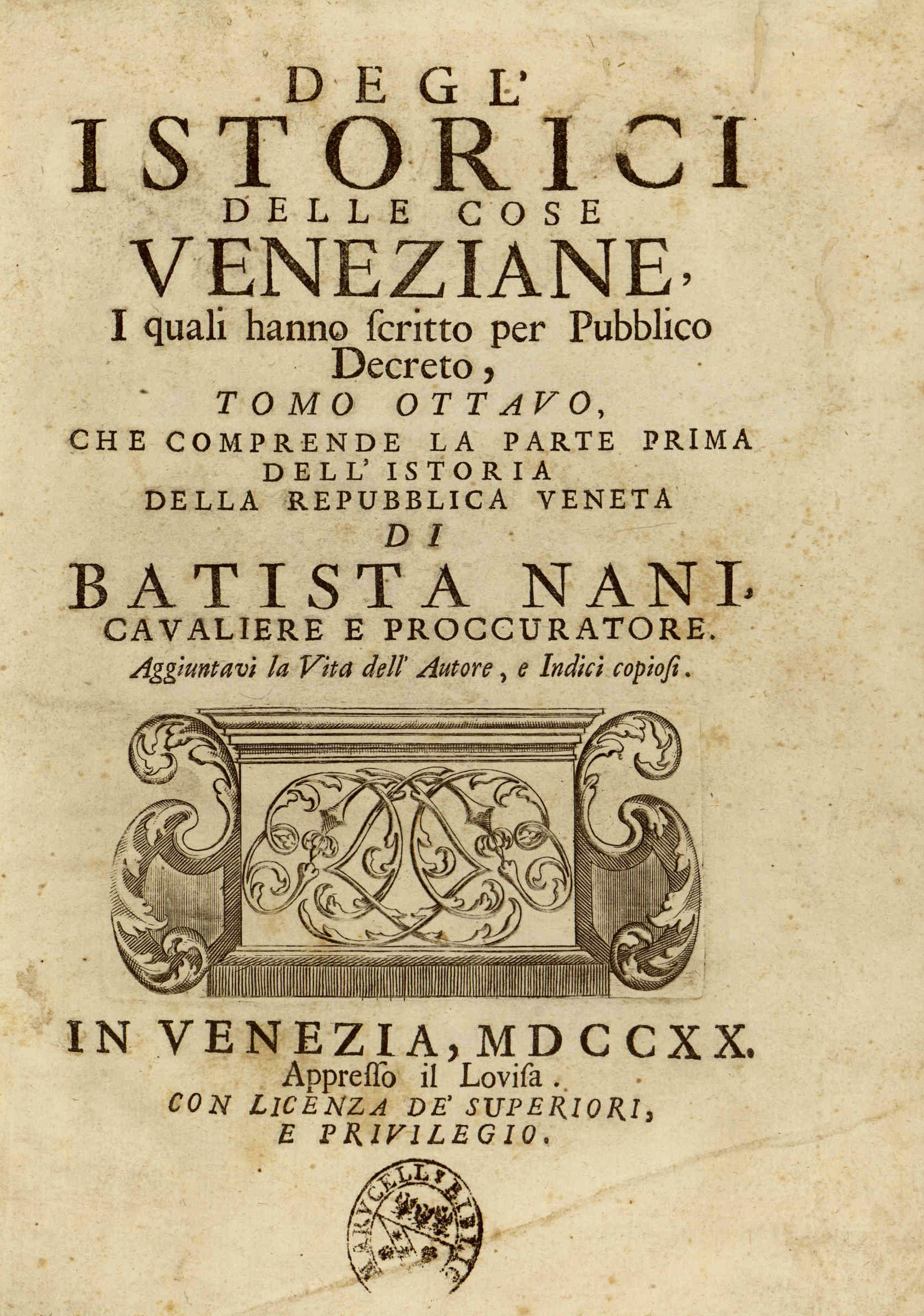
Degl'istorici delle cose veneziane, 1720

- Historia della repubblica veneta. Parte prima, in Degl'istorici delle cose veneziane, vol. 8, Venezia, Domenico Lovisa, 1720.
- Historia della repubblica veneta. Parte seconda, in Degl'istorici delle cose veneziane, vol. 9, Venezia, Domenico Lovisa, 1720.